# یواس‌اس کانسولیشن (ای‌ایچ-۱۵)
یواس‌اس کانسولیشن (ای‌ایچ-۱۵) (به انگلیسی: USS Consolation (AH-15)) یک کشتی بود که طول آن ۵۲۰ فوت (۱۶۰ متر) بود. این کشتی در سال ۱۹۴۴ ساخته شد.